# Sven Zetterström (politiker)
Sven Nils Zetterström, född 31 augusti 1925 i Oxelösund (Sankt Nicolai), Södermanlands län, död 5 december 2016 i Oxelösund, var en svensk socialdemokratisk politiker.
Zetterström var kommunalråd i Oxelösund 1959–1987 och ledamot av riksdagens andra kammare 1968–1970.